# Leuctra bronislawi
Leuctra bronislawi is een steenvlieg uit de familie naaldsteenvliegen (Leuctridae). De wetenschappelijke naam van de soort is voor het eerst geldig gepubliceerd in 1970 door Sowa.